# Klagshamn

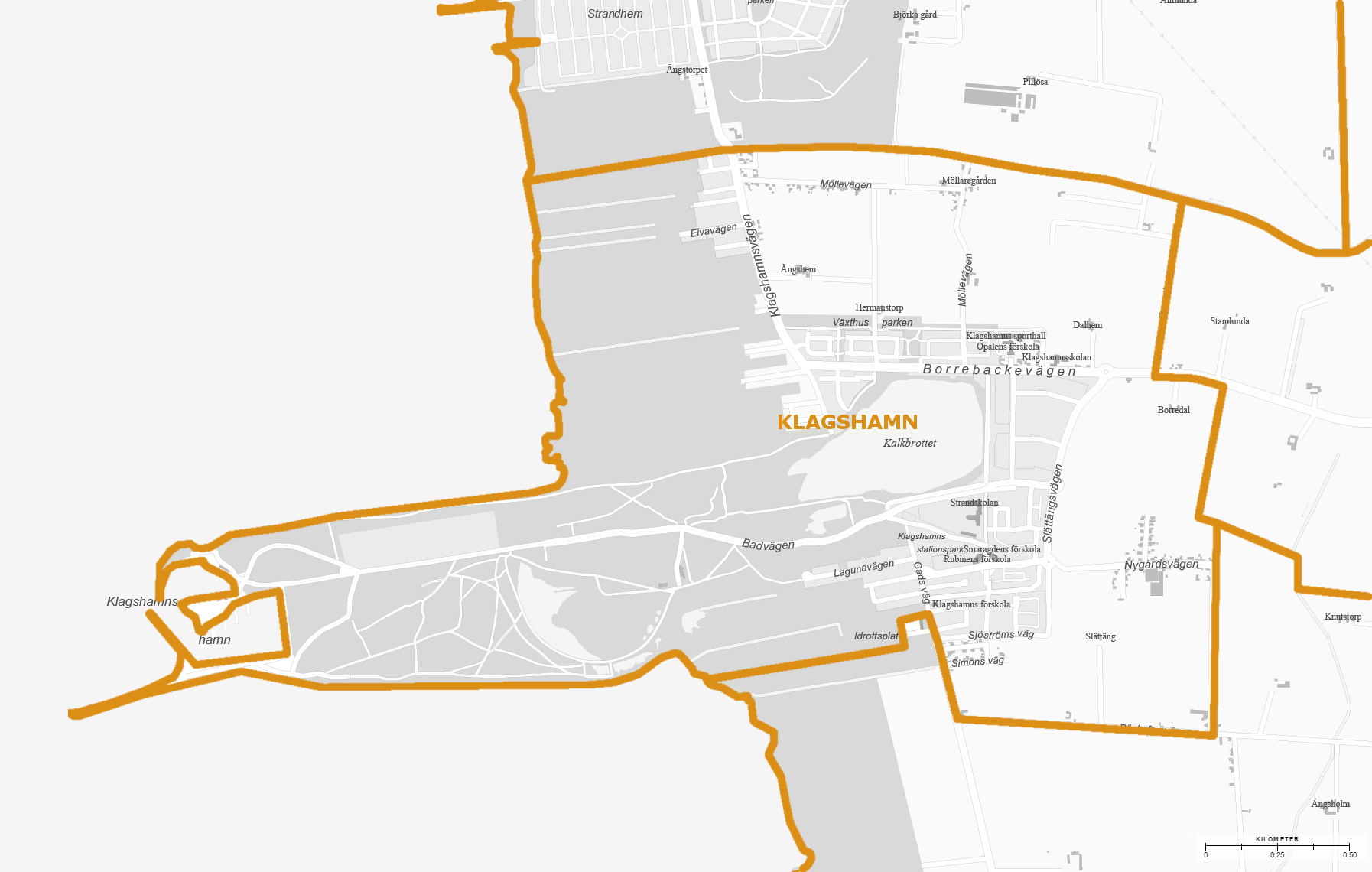
Översikt över delområde Klagshamn i Stadsområde Väster, Malmö stad.

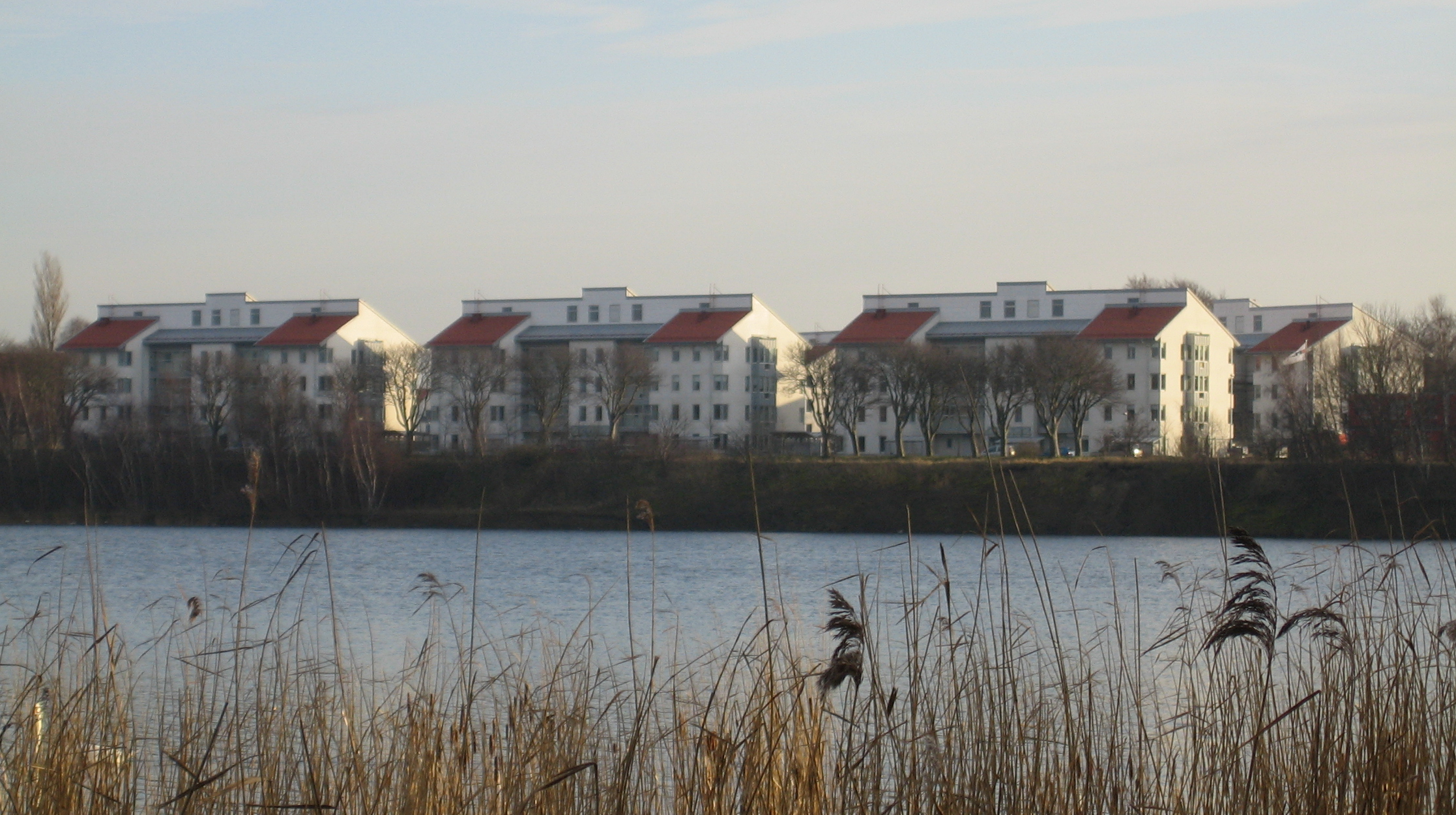
Det vattenfyllda kalkbrottet med nybyggda hus längs kanten

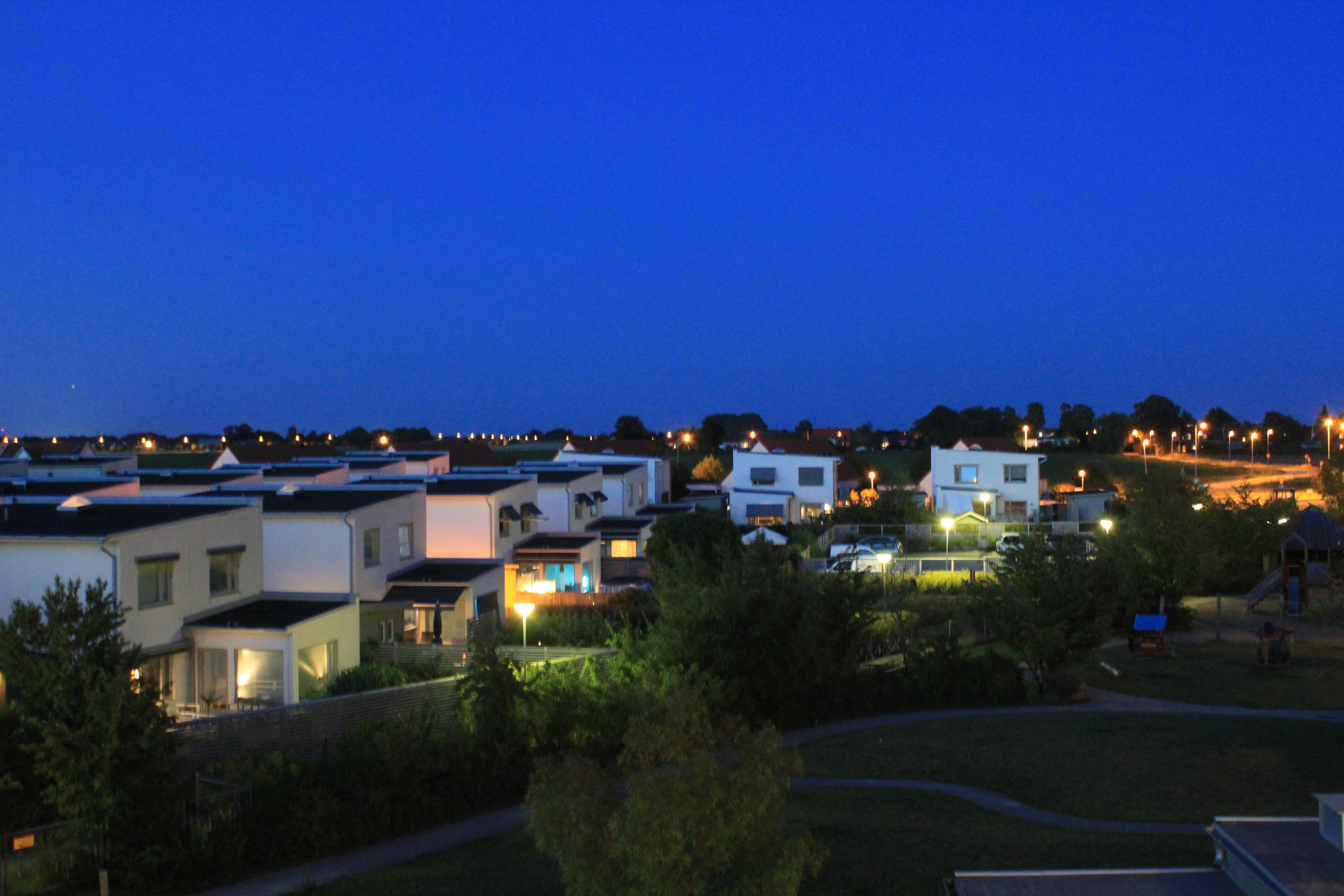
Villor i Klagshamn sent på kvällen.

Klagshamn är en stadsdel i stadsområde Väster, Malmö stad med drygt 2 500 invånare (dec 2014). Namnet "Klagshamn" kommer från begreppet "Västra Klagstorps Hamn" som sedermera skrevs ihop till "Klagshamn".
Området består av det tidigare industrisamhället Klagshamn, men även en del landsbygd och kust känd för sin ovanliga och rika fauna och en av få platser nära storstadsbebyggelser som har ett fågelreservat. De tidigare planerna på bostadsbebyggelse på udden har stoppats med hänsyn till det mycket speciella växtlivet. Hos Statistiska Centralbyrån är Klagshamn uppdelad: Södra Klagshamn, som är en egen tätort, och Norra Klagshamn. 
Fram till 1975 bildade Norra och Södra Klagshamn en gemensam tätort.

## Historia
Klagshamn uppstod på slutet av 1800-talet (ca 1898). Från 1880-talet och fram till 1938 bröts kalksten i stor omfattning i stora och lilla kalkbrotten och överskottsmaterial från verksamheten användes för byggandet av Klagshamns udde. År 1898 färdigställdes en järnväg till Tygelsjö, Västra Klagstorp-Tygelsjö Järnväg (KTJ), med anslutning till Malmö-Trelleborgs järnväg (MTJ) samtidigt som en ny cementfabrik, Klagshamns Cementverk AB, invigdes. Från och med år 1902 hämtades lera till cementtillverkningen från Kongsmarken beläget 42 km från Klagshamn. Persontrafiken på KTJ nedlades 1927 medan godstrafiken fortlevde. Efter att ha blivit uppköpt av Skånska Cement AB nedlades cementtillverkningen år 1938, men viss verksamhet fanns kvar ytterligare ett år. Numera är kalkbrotten som hade en yta av 20 hektar och ett maximalt djup av 24 meter, vattenfyllda, och bildar ett par sjöar mitt i samhället. Av järnvägen, som efter cementfabrikens nedläggning användes för bettransporter fram till 1945, syns numera knappt några spår. Stationshuset i Klagshamn finns däremot kvar som privatbostad. Av den gamla cementfabriken, som revs 2014 för att ge plats år ett nybyggt ridhus, återstår bara rester, vilka förklarats som "industriminne". Under perioden 1969 till 1977 användes södra delen av udden som soptipp och området bedömdes efter en kartläggning 2003 som riskklass 2 "hög risk", eftersom det bland annat lakas ut tungmetaller till havet och grundvattnet.
Under cementindustrins storhetstid fanns planer på att bilda ett municipalsamhälle, något som dock aldrig förverkligades.

## Samhället
Söder om kalkbrotten finns villabebyggelse från 1980-talet och framåt. Området har sedan från 2003 kompletterats med lägenheter och radhus. Här ligger även Strandskolan (årskurs 2-9) samt flera förskolor, en pizzeria, frisör och dagligvaruhandel. Norr om kalkbrotten finns villabebyggelse från början av 2000-talet. Här ligger även Folkets Hus, Klagshamnsskolan (årskurs F-1) och en förskola.
Klagshamns hamn ligger längst ut på udden. Hamnen användes ursprungligen för utskeppning av cement och anlöptes då av oceangående fartyg. Numera används den som fiske- och småbåtshamn med 300 gästplatser. På norra sidan av udden finns en liten badstrand. Vattnen kring udden är populära för vindsurfing och kitesurfing.
På Klagshamnsudden har i senare tid byggts ett reningsverk (1974) samt i anslutning till detta ett antal större växthus. Reningsverket behandlar avloppsvatten från 70 000 personer i sydvästra Malmö och hela Vellinge kommun. 2015 byggdes ett ridhus på den tidigare cementfabrikens område.

## Idrott
Klagshamns främsta fotbollslag är IFK Klagshamn, de spelar på idrottsplatsen, som ligger vid strandängarna i söder. Klagshamns andra fotbollsklubb, Dynans FF håller till ute på ön Dynan som ligger 800 meter ut i Öresund utanför strandängarna, söder om Klagshamnsudden. Vindsurfingklubben Surfclub Klagshamns klubbstuga ligger sydost om hamnen där ett begränsat område är upplåtet för windsurfing (havet söder om Klagshamn ingår i naturreservatet Tygelsjö ängar). Klagshamns Ryttarförening (KRF) håller till i och kring ridhuset.

## Klagshamn på film och TV
Den Oscarnominerade filmen Käre John (1964) spelades till stor del in i Klagshamnsuddens fiskeläge med omgivningar i regi av Lars-Magnus Lindgren och med Christina Schollin och Jarl Kulle i huvudrollerna.
Den första säsongen av  Sanningen  med Sofia Helin i huvudrollen utspelar sig delvis i Klagshamn.
Bland kända tidigare klagshamnsbor finns Hollywood-stjärnan Stellan Skarsgård, som delvis växte upp i Klagshamn, något som tydligt hörs i TV-serien Bombi Bitt och jag, där Stellan spelar Bombi Bitt. TV-Serien Åshöjdens BK spelades till stora delar in i Klagshamn, då regissör Rune Formare var bosatt där.

## Kända Klagshamnsbor
- Stellan Skarsgård, skådespelare, uppväxt i Klagshamn
- Pernilla Månsson Colt, TV-programledare och producent
- Rune Formare, regissör